# Wohn- und Wirtschaftsgebäude Butendoor 14
Das Wohn- und Wirtschaftsgebäude Butendoor 14  in der niedersächsischen Gemeinde Schwanewede, Ortsteil Meyenburg, stammt vom Ende des 17. Jahrhunderts. Aktuell (2025) wird es zum Wohnen genutzt.
Das Gebäude steht unter Denkmalschutz (siehe auch Liste der Baudenkmale in Schwanewede).

## Geschichte und Beschreibung
Meyenburg ist nach der Unterwerfung der Bauernrepublik Osterstade 1233 aus einer Sumpfburg entstanden. Meyenburg entwickelte sich aus der Vorburg der ehemaligen zerstörten Wasserburg.
Das eingeschossige giebelständige Zweiständer-Hallenhaus in unregelmäßigem Fachwerk mit dekorativen Steinausfachungen und mit reetgedecktem Krüppelwalmdach, Uhlenloch und Grooter Door mit Korbbogen wurde 1688 für Johan und Anne Feldhusen (Inschrift) gebaut. Markant sind die halbrunden Fächerrosetten am Wirtschaftsgiebel, der im oberen Dreieck auf geformten Knaggen etwas übersteht. Einige Wände wurden massiv in Backstein ersetzt.
Das Landesdenkmalamt befand u. a.: „… ein frühes regionstypisches Hallenhaus in Zweiständerkonstruktion …“